# Ochna confusa
Ochna confusa är en tvåhjärtbladig växtart som beskrevs av Burtt Davy och Greenway. Ochna confusa ingår i släktet Ochna och familjen Ochnaceae. Inga underarter finns listade i Catalogue of Life.